# Província ultramarina

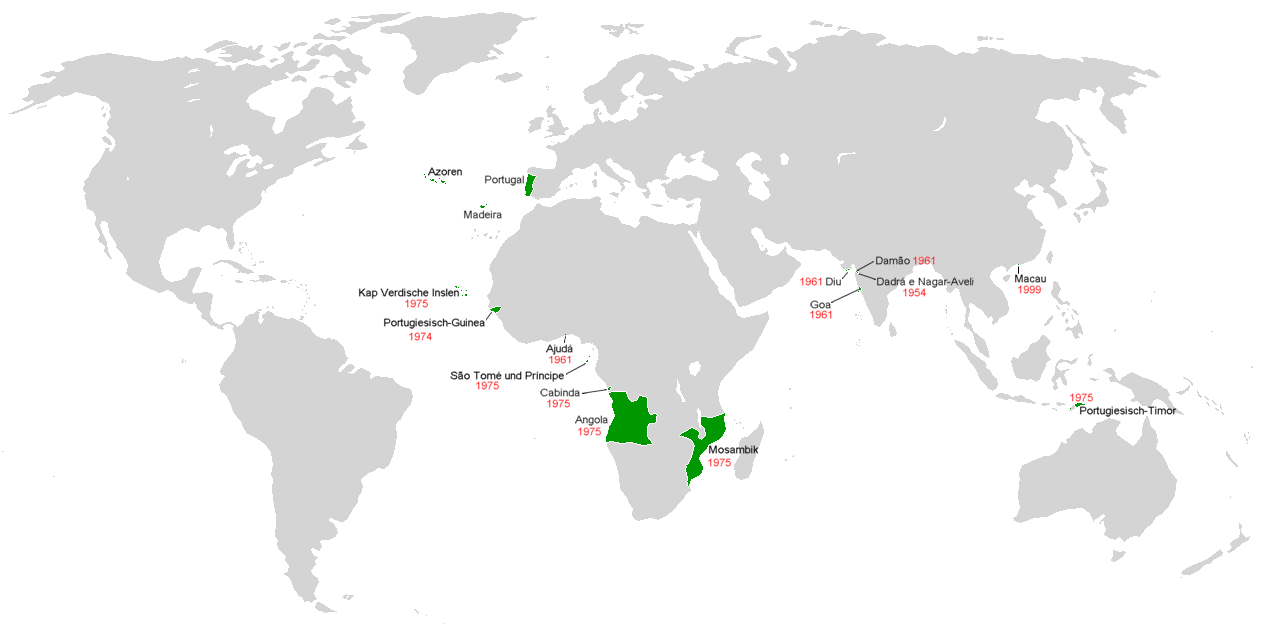
Províncies ultramarines de Portugal, 1916-1974

Província ultramarina és una divisió administrativa creada per l'Estat Nou portuguès i atribuït per aquest a les colònies portugueses, expressament Angola, Guinea, Moçambic, Província de São Tomé i Príncipe, Cap Verd, Macau, Estat de l'Índia i Timor.
La primera colònia atribuïda aquesta designació va ser l'Estat de l'Índia, en 1946, com a forma política d'evitar que en els fòrums internacionals Portugal fos considerat una potència colonial. Les altres colònies portugueses van passar a tenir aquesta designació l'any 1951, abolint així el concepte d'"Imperi Colonial Portuguès". Aquesta designació va aparèixer a causa de la renovació del Concepte Ultramarí Portuguès i a la consegüent aparició d'una nova Política Ultramarina Portuguesa i d'una Solució Portuguesa.
El règim polític de Salazar i Marcello Caetano consideraven que aquests territoris no eren colònies, però sí part integrant i inseparable de Portugal, considerant-lo com una "Nació Multirracial i Pluricontinental".
En 1975, aquesta designació va perdre el seu significat després de la Revolució dels Clavells doncs totes les colònies portugueses, a l'excepció de Macau, es van fer independents de Portugal. Macau va passar a designar-se "Territori xinès sota administració portuguesa", perquè es localitzava, òbviament, a la Xina, i per això aquesta designació perdurà fins a 1999, quan Macau, l'última colònia portuguesa, va ser transferida a sobirania de la República Popular de la Xina.